# Sergiu Finiti
Sergiu Finiti (în rusă Серджу Финити) (n. 25 martie 1952, satul Babele, raionul Ismail, regiunea Odesa, Ucraina) este un actor și interpret de muzică folk din Republica Moldova.

## Biografie
Sergiu Finiti s-a născut la data de 25 martie 1952, în satul Babele din raionul Ismail (regiunea Odesa, Ucraina). A făcut studii la Institutul de Arte „Gavriil Musicescu” din Chișinău, la clasa de regie a profesorilor Petru Baracci și Veniamin Apostol (1969-1973).
După absolvirea studiilor universitare, a fost angajat ca actor la Teatrul Muzical-Dramatic „A. S. Pușkin” din Chișinău (1973-1979), apoi actor la Teatrul „Koleso” din Cernăuți (1979-1981). După ce o perioadă de doi ani activează ca solist în formația de muzica folk „RIFF” din Zaporijjea, revine în domeniul artei dramatice ca actor la Teatrul Național „Mihai Eminescu” din Chișinău (1983-1986).
Combină activitatea teatrală cu cea de interpret de muzică folk. Astfel, după ce între anii 1986-1989 a activat în cadrul formației „Legenda”, revine din nou ca actor la Teatrul Actorului de cinema (1989-1991), la Teatrul etnofolcloric „Ion Creangă” din Chișinău (1992-1996) și apoi la Teatrul municipal „Satiricus Ion Luca Caragiale” din Chișinău, unde joacă și în prezent. Printre rolurile teatrale cele mai cunoscute menționăm următoarele: Soțul din Care-s sălbaticii? de Iulian Filip; El din SRL Moldovanul de Nicolae Esinencu; Ursu din Ciuleandra de Liviu Rebreanu; Revoluționarul II din Jertfe patriotice după Ion Luca Caragiale și Vasile Alecsandri; Azazello din Maestrul și Margarita de Mihail Bulgakov; Tache Farfuridi din O scrisoare pierdută și Ipistatul din D’ale Carnavalului de Ion Luca Caragiale; Crooks din Oameni și șoareci de John Steinbeck; Patronul din Salvați America! de Dumitru Crudu; Domnul Coșciug din Maimuța în baie de Irina Nechit ș.a.
De asemenea, Sergiu Finiti a jucat în 15 filme artistice. În anul 1996 a fost distins cu titlul onorific de „Maestru în artă”. Este laureat al Festivalului de muzică folk, ediția a doua.

## Filmografie
- 1975 Șatra (Mosfilm) - Burbulea
- 1976 Pe urmele lupului (По волчьему следу) (Moldova-Film) - comandant de brigadă
- 1980 Unde ești, dragoste? (Где ты, любовь?), regia Valeriu Gagiu
- 1984 Nistrul în flăcări
- 1986 Deținutul misterios - soldat
- 1987 Luceafărul - film TV

## Bibliografi e selectivă
- Cuzuioc, Ion. La „Satiricus” și-a găsit astâmpărul : [despre actorul Sergiu Finiti]. In: Literatura și arta, 2013,16 mai, p. 6.
- Grecu, Sandu. „Sergiu Finiti a venit în Teatrul „Satiricus” de parcă ar fi coborât din tren și era așteptat” : [interviu cu regizorul Sandu Grecu despre actorul Sergiu Finiti] / consemnare: Larisa Ungureanu In: Literatura și arta, 2012, 29 mar., p. 6.
- Roșca, Denis. Finiti Sergiu. In: Roșca, Denis. Cartea de aur a Basarabiei și a Republicii Moldova, Chișinău, Ed. Pontos, 2016, pp. 228-229.
- Sergiu Finiti : [actor de teatru și fi lm, Maestru în Artă]. In: Realități culturale, 2014, Nr 3, p. 8.
- Ungureanu, Larisa. Sergiu Finiti: a fi actor. In: Teatru, 2012, Nr 9, pp. 79-83.